# 昌邑区
昌邑区（しょうゆう-く）は中華人民共和国吉林省吉林市に位置する市轄区。

## 行政区画
14街道、3鎮、2民族郷を管轄：
- 街道弁事処：興華街道、文廟街道、東局子街道、新地号街道、延安街道、站前街道、民主街道、蓮花街道、哈達湾街道、新建街道、延江街道、通江街道、九站街道、双吉街道
- 鎮：孤店子鎮、樺皮廠鎮、左家鎮
- 民族郷：両家子満族郷、土城子満族朝鮮族郷

## 交通

### 鉄道
- 中国国家鉄路集団
  - 吉林駅 - 長琿都市間鉄道、長図線、瀋吉線、吉舒線の接続駅

### 道路
- 国道
  -  G302国道